# 공항로 (무안군)
공항로(Gonghang(Muan Airport)-ro Road)는 전라남도 무안군 무안읍 용산삼거리에서 무안읍 운남면을 잇는 도로이다.

## 주요 경유지
전라남도
- 무안군 (무안읍 · 현경면 · 망운면 · 운남면)

## 노선
| 이름                      | 접속 노선                                        | 소재지 | 소재지 | 비고                 |
| ------------------------- | ------------------------------------------------ | ------ | ------ | -------------------- |
| 용산삼거리                | 무안로                                           | 무안군 | 무안읍 |                      |
| 교촌 교차로               | 국도 제1호선 (영산로)                            | 무안군 | 무안읍 |                      |
| 현경 교차로 (현경교)      | 국도 제24호선 (함장로) 지방도 제815호선 (현해로) | 무안군 | 현경면 | 국도 제24호선과 중복 |
| 평산교                    |                                                  | 무안군 | 현경면 | 국도 제24호선과 중복 |
| 목동 교차로 (목동IC교)    | 국도 제24호선 (송마로)                           | 무안군 | 현경면 | 국도 제24호선과 중복 |
| 망운 교차로               | 공항로                                           | 무안군 | 망운면 |                      |
| 송현 교차로               | 조금나루길                                       | 무안군 | 망운면 |                      |
| 두곡 교차로               | 운남신촌길 운해로                                | 무안군 | 운남면 |                      |
| 팔학 교차로               | 운해로 영해로                                    | 무안군 | 운남면 |                      |
| 운남교                    |                                                  | 무안군 | 운남면 |                      |
| 연리 교차로               | 운해로                                           | 무안군 | 운남면 |                      |
| 성내 교차로               | 운해로 영해로                                    | 무안군 | 운남면 |                      |
| 성내교                    |                                                  | 무안군 | 운남면 |                      |
| 김대중대교                |                                                  | 무안군 | 운남면 |                      |
|                           | 신안군                                           | 압해읍 |        |                      |
| 압해 ~ 운남간 도로와 직결 |                                                  |        |        |                      |

## 주요 건물 및 시설
- 현대자동차 블루핸즈 무안점 (공항로 27)
- 한국국토정보공사 무안지사 (공항로 30)
- S-OIL 공항주유소 (공항로 128-1)
- 무안소방서 (공항로 133)